# Referendum sull'indipendenza dell'Eritrea del 1993
Il referendum sull'indipendenza si è tenuto in Eritrea, all'epoca parte dell'Etiopia, tra il 23 e il 25 aprile 1993. Il risultato è stato del 99,83% a favore, con un'affluenza alle urne del 98,5%. L'indipendenza dall'Etiopia è stata dichiarata il 27 aprile.

## Condotta
La Missione di osservatori delle Nazioni Unite per verificare il referendum in Eritrea (UNOVER) è stata istituita ai sensi della risoluzione dell'Assemblea generale 47/114 del 16 dicembre 1992 ed è durata fino al 25 aprile 1993. Gli obiettivi della missione erano verificare l'imparzialità del referendum, riportare le denunce di irregolarità e verificare il conteggio, il calcolo e l'annuncio dei risultati.
Il referendum è stato completato sotto il bilancio. ed è stato considerato libero ed equo.

## Risultati
| Scelta                                    | Voti      | %     |
| ----------------------------------------- | --------- | ----- |
| A favore                                  | 1.100.260 | 99.83 |
| Contro                                    | 1.822     | 0.17  |
| Voti non validi / vuoti                   | 328       | -     |
| Totale                                    | 1.102.410 | 100   |
| Elettori registrati / affluenza alle urne | 1.173.706 | 98.52 |
| Fonte: database delle elezioni africane   |           |       |

### Per area
| La zona                           | A favore  | A favore | Contro | Contro | Non valido | Totale    |
| La zona                           | Voti      | %        | Voti   | %      | Non valido | Totale    |
| --------------------------------- | --------- | -------- | ------ | ------ | ---------- | --------- |
| Asmara                            | 128.443   | 99.89    | 144    | 0.11   | 33         | 128.620   |
| Barca                             | 44.425    | 99.89    | 47     | 0.11   | 0          | 44.472    |
| Denkalia                          | 25.907    | 99.65    | 91     | 0.35   | 29         | 26.027    |
| Gash-Setit                        | 73.236    | 99.63    | 270    | 0.37   | 0          | 73.506    |
| Hamasien                          | 76.654    | 99.92    | 59     | 0,08   | 3          | 76.716    |
| Acchelè-Guzai                     | 92.465    | 99.84    | 147    | 0.16   | 22         | 92.634    |
| Sahel                             | 51.015    | 99.72    | 141    | 0.28   | 31         | 51.187    |
| Semhar                            | 33.596    | 99.66    | 113    | 0.34   | 41         | 33.750    |
| Serae                             | 124.725   | 99.94    | 72     | 0,06   | 12         | 124.809   |
| Senhit                            | 78.513    | 99.97    | 26     | 0,03   | 1          | 78.540    |
| Combattenti per la libertà        | 77.512    | 99.97    | 21     | 0,03   | 46         | 77.579    |
| Sudan                             | 153.706   | 99.77    | 352    | 0.23   | 0          | 154.058   |
| Etiopia                           | 57.466    | 99.65    | 204    | 0.35   | 36         | 57.706    |
| Altri                             | 82.597    | 99.84    | 135    | 0.16   | 74         | 82.806    |
| Totale                            | 1.100.260 | 99.83    | 1.822  | 0.17   | 328        | 1.062.410 |
| Fonte: Eritrea: Birth of a Nation |           |          |        |        |            |           |